# Leopold Gmeinwieser
Leopold Gmeinwieser (* 12. November 1946 in München) ist ein deutscher Schauspieler.

## Leben
Über Gmeinwiesers Ausbildung ist derzeit nichts bekannt. 1969 stieß er über den Porno-Produzenten Alois Brummer zum Film und wurde bis Mitte des kommenden Jahrzehnts erst mit kleinen Rollen und dann mit den Hauptrollen – so u. a. in Bohr weiter, Kumpel – in einer Fülle von Sexfilmen bedacht. Später sah man ihn auch in regulären Kinofilmen sowie in einer Fülle von Fernsehproduktionen. Mehrfach wurde der Bayer in Tatort-Folgen und Krimireihen mit bayerischer Note wie Der Alte, Derrick, Der Bulle von Tölz, Polizeiinspektion 1 und Die Rosenheim-Cops eingesetzt. Zudem konnte man Gmeinwieser auch in mehreren Folgen der Lindenstraße sehen.

## Filmografie (Auswahl)
- 1969: Eros-Center Hamburg
- 1970: Dr. Fummel und seine Gespielinnen
- 1970: Graf Porno bläst zum Zapfenstreich
- 1970: Das Glöcklein unterm Himmelbett
- 1971: Beichte einer Liebestollen
- 1971: Erotik im Beruf – Was jeder Personalchef gern verschweigt
- 1971: Hausfrauen-Report 1: Unglaublich, aber wahr
- 1971: Mache alles mit
- 1972: Muntere Pärchen packen aus
- 1972: Krankenschwestern-Report
- 1972: Liebe in drei Dimensionen
- 1973: Crazy – total verrückt
- 1973: Liebesmarkt
- 1973: Der Ostfriesen-Report: O mei, haben die Ostfriesen Riesen
- 1973: Auch Ninotschka zieht ihr Höschen aus
- 1973: Urlaubsgrüße aus dem Unterhöschen
- 1973: Ehen vor Gericht – In Sachen Bachleitner gegen Bachleitner (Fernsehserie)
- 1974: Bohr weiter, Kumpel
- 1974: Schulmädchen-Report. 7. Teil: Doch das Herz muß dabei sein
- 1974: Der Jäger von Fall
- 1974: Ach jodel mir noch einen
- 1974: Zwei himmlische Dickschädel
- 1975: Tatort – Als gestohlen gemeldet (Fernsehreihe)
- 1975: Tatort – Das zweite Geständnis
- 1975: Der Wohltäter
- 1975: Umarmungen und andere Sachen
- 1976: Vier gegen die Bank
- 1976: Tatort – Wohnheim Westendstraße
- 1976–1993: Derrick (sieben Folgen)
- 1977: Die Jugendstreiche des Knaben Karl
- 1978: Sachrang
- 1979: Die Protokolle des Herrn M. (Fernsehserie)
- 1979–2001: Der Alte (zwölf Folgen)
- 1980–1988: Polizeiinspektion 1 (fünf Folgen)
- 1981: Ach du lieber Harry
- 1981: Tatort – Usambaraveilchen
- 1981: Tatort – Im Fadenkreuz
- 1986–1999: Verkehrsgericht (4 Folgen)
- 1987: Der Unsichtbare
- 1989: Schuldig
- 1989–1996: Forsthaus Falkenau (zwei Folgen)
- 1993: Die zweite Heimat – Chronik einer Jugend
- 1996–2010: Lindenstraße (fünf Folgen)
- 1998: Der Bulle von Tölz: Mord im Irrenhaus (Fernsehserie)
- 2002: Die Rosenheim-Cops (Fernsehserie, Folge Blinde Liebe)
- 2004: Tatort – Vorstadtballade